# Рассказы об Ангрии
«Рассказы об Ангрии» (англ. Tales of Angria) — сборник юношеских повестей о романов Шарлотты Бронте. В 1834 году Шарлотта и её брат Бренуэлл создали воображаемое королевство Ангрия, о котором будут много писать в течение следующих пяти лет. Книга содержит пять повестей и романов: «Мину Лори», «Стэнклифф-Отель», «Герцог Заморна», «Генри Гастингс» и «Кэролайн Вернон».